# Master of Darkness
Master of Darkness, i Japan utgivet som In the Wake of Vampire och i USA som Vampire: Master of Darkness , är ett plattformsspel i stil med Castlevania, utvecklat av SIMS, och utgivet till Sega Game Gear och Sega Master System.

## Handling
Psykologen Dr. Social skall besegra Greve Dracula, som ligger bakom ett antal mord i London som Jack Uppskäraren beskyllts för.

### Fotnoter
1. ↑  ”Arkiverade kopian”. Arkiverad från originalet den 1 juli 2009. https://web.archive.org/web/20090701061317/http://www.gamefaqs.com/console/sms/data/588099.html. Läst 15 januari 2008.
2. 1 2  ”Arkiverade kopian”. Arkiverad från originalet den 23 mars 2009. https://web.archive.org/web/20090323001847/http://www.gamefaqs.com/portable/gamegear/data/586852.html. Läst 15 januari 2008.
3. ↑  ”Master of Darkness” (på engelska). Mobygames. 11 mars 1992. Arkiverad från originalet den 14 april 2016. https://web.archive.org/web/20160414125751/http://www.mobygames.com/game/master-of-darkness. Läst 12 juni 2014.